# Banque populaire XI
Pour les articles homonymes, voir Banque populaire (homonymie).
Maxi Banque populaire XI est un voilier maxi-trimaran-hydroptère français, de course au large, de classe Ultime (32 m), du Team Banque populaire, skippé par Armel Le Cléac'h, et mis à l'eau à Lorient au printemps 2021.

## Histoire
Le trimaran est mis à l'eau le 27 avril 2021 dans son port d'attache du Pôle Course au Large de la rade de Lorient, à Lorient en Bretagne. Il succède au projet précédent, Banque Populaire IX, qui était irrécupérable après son chavirage le 23 novembre 2018 (Banque populaire X étant un voilier monocoque de classe IMOCA, entre 2019 et 2022).

Banque populaire IX, en 2018
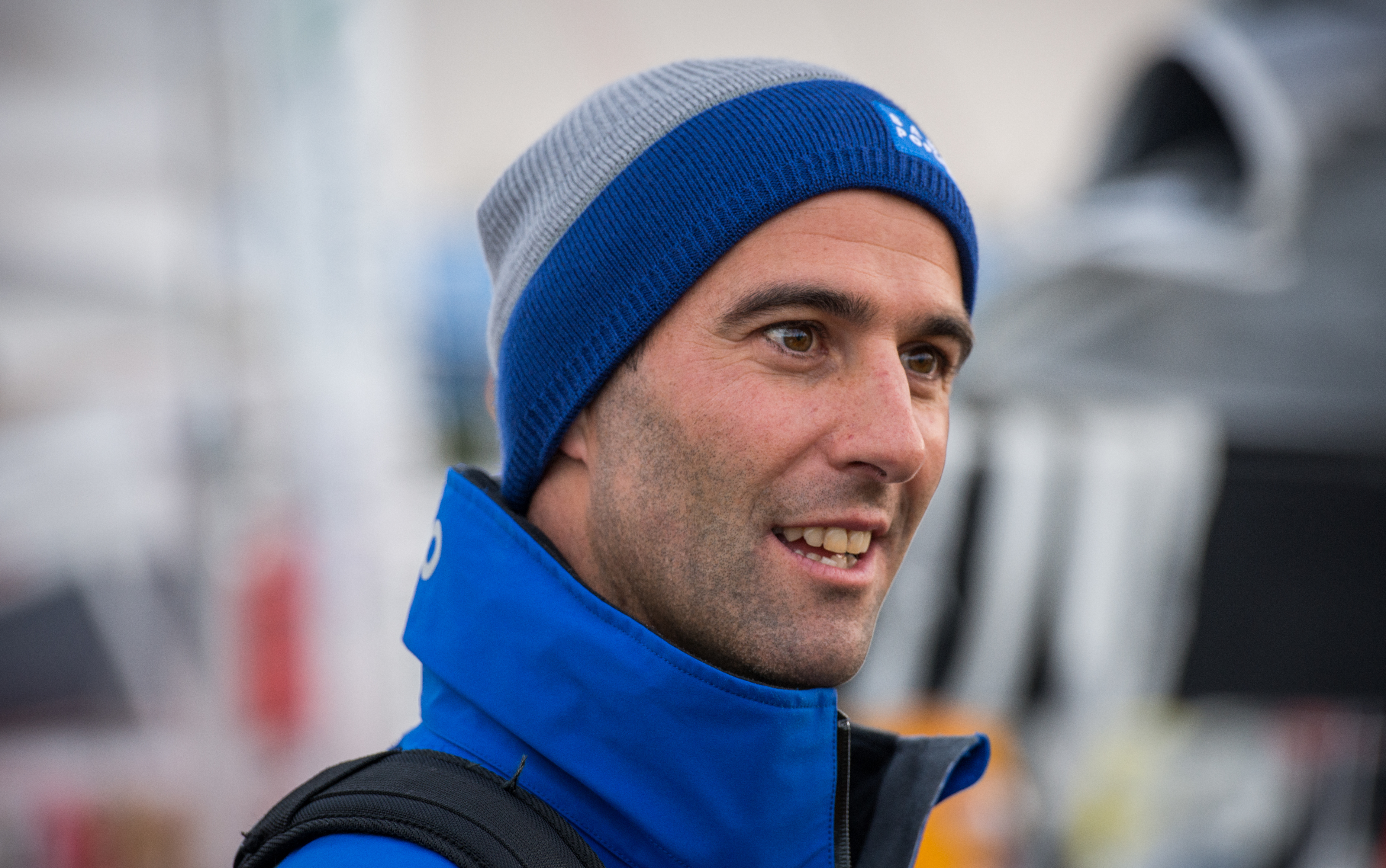
Armel Le Cléac'h, au départ du Vendée Globe 2016-2017.

## Caractéristiques et développement
Très influencé par les données recueillies à bord du précédent maxi trimaran-hydroptère Classe Ultime Banque populaire IX de 2017,, ce nouveau trimaran géant de 32 m est conçu par le cabinet d’architectes VPLP Design en collaboration avec le Design Team Banque Populaire pour Armel Le Cléac'h.

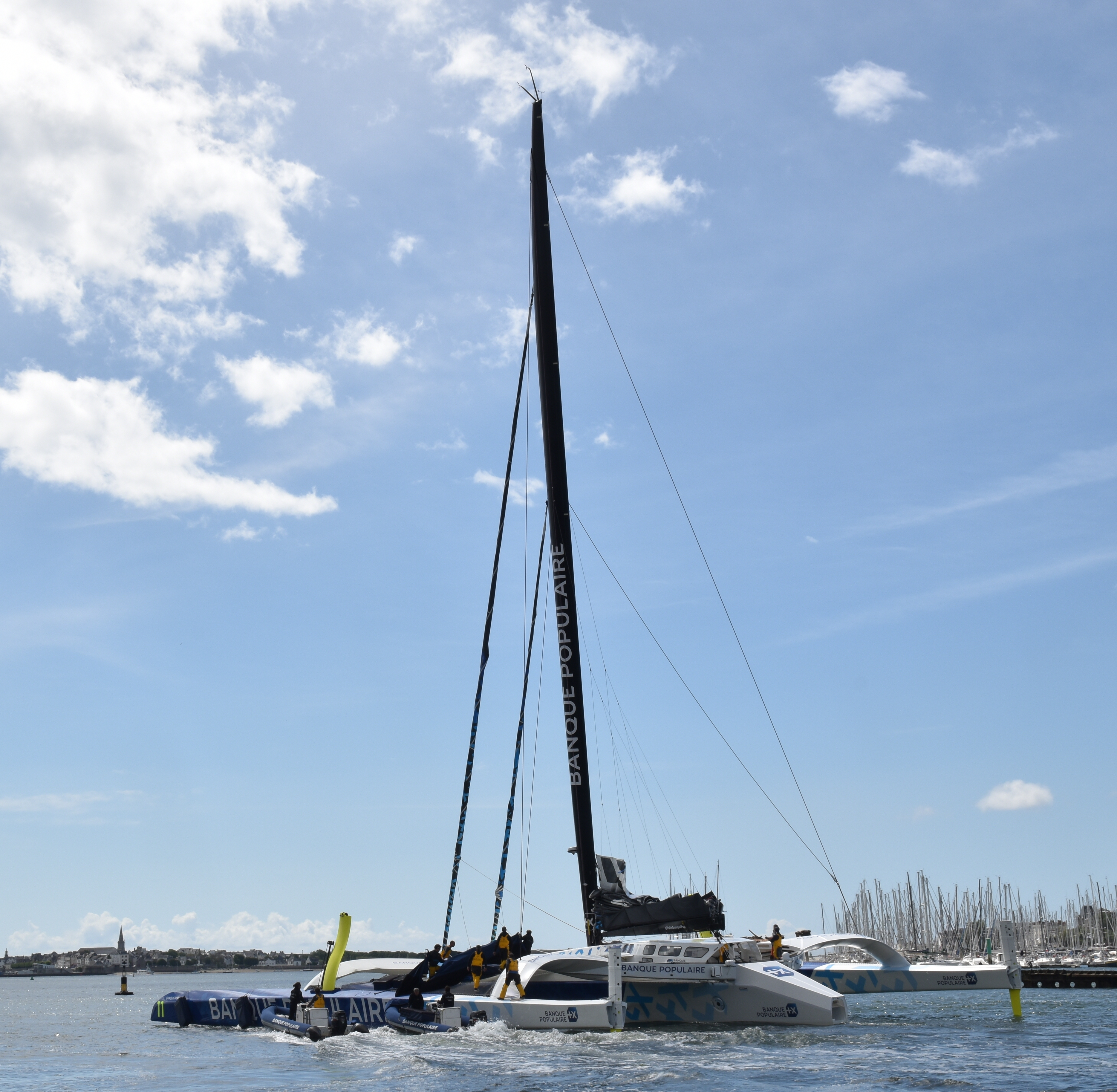
Vu de l'arrière dans la rade de Lorient, en mai 2022.

Bien que conçu sur le modèle de Banque Populaire IX, il est beaucoup plus abouti, et visuellement plus impressionnant, sur la partie hydrodynamique surtout, mais aussi sur les parties structurelles et aérodynamiques. Les études ont été très poussées sur ces points et des nouvelles techniques de fabrication de foils permettent d'avoir des pièces bien plus imposantes qu'avant. Lourd, robuste et relativement conservateur, il est un aboutissement des techniques et innovations développées et fiabilisées par les marins, architectes et chantiers navals qui font la classe Ultime depuis 2015.
Il est mis en chantier chez CDK Technologies de Lorient en avril 2019, et construit en carbone-Kevlar-Nomex, avec, entre autres, une capacité améliorée à encaisser des impacts d'objet flottant non identifié (OFNI), et un jeu de foils amovibles plus performants que son prédécesseur, pour des vitesses de plus de 30 nœuds de moyenne et 45 nœuds en pointe.

### Les foils

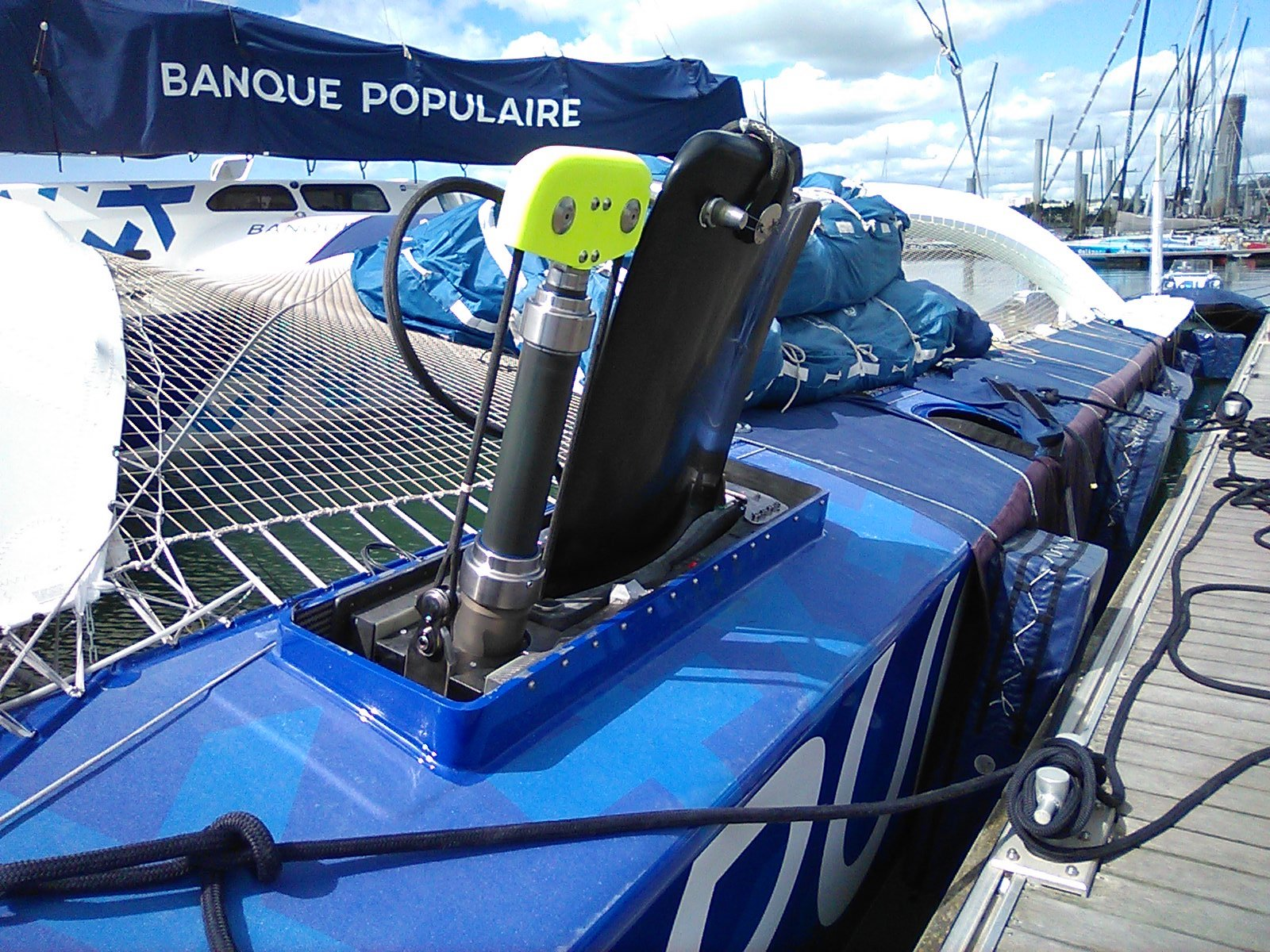
Le puits de foil bâbord.

Le trimaran-hydroptère est tourné autour des foils, qui permettent de faire voler le bateau jusqu'à un mètre et demi au-dessus de l'eau pour limiter les efforts hydrodynamiques, donc les frottements, et ainsi permettre d'aller plus vite. Ils sont près de deux fois et demie plus gros que ceux de la précédente génération, avec une forme assez complexe.
Ils disposent d'une partie structurelle (shaft), verticale qui revient vers l'intérieur du bateau, et une partie plus horizontale qui génère la portance (tip). Ils sont pilotables en hauteur et en angle (rake) afin de pouvoir avoir une portance optimale dans toutes les conditions de mer, de vent et de vitesse et garantir une stabilité accrue. Leur conception est partagée avec MerConcept pour le futur trimaran concurrent SVR-Lazartigue de François Gabart.

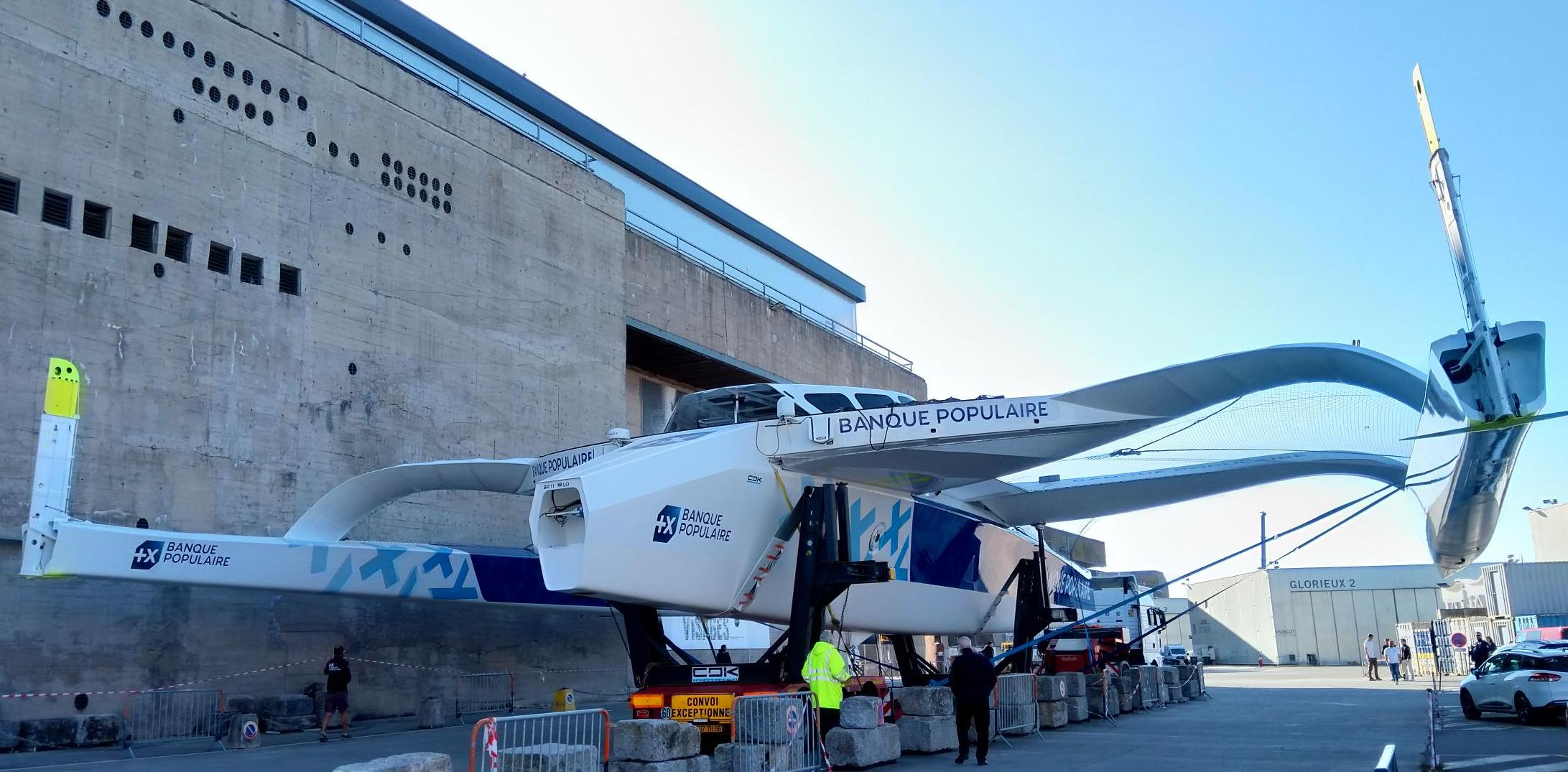
Vu de l'arrière, à Lorient, en avril 2022, attendant sa remise à l'eau après le chantier d'hiver.

### Autres caractéristiques
Le bateau est conçu pour être skippé par un seul marin mais est adaptable au double ou à un équipage réduit.

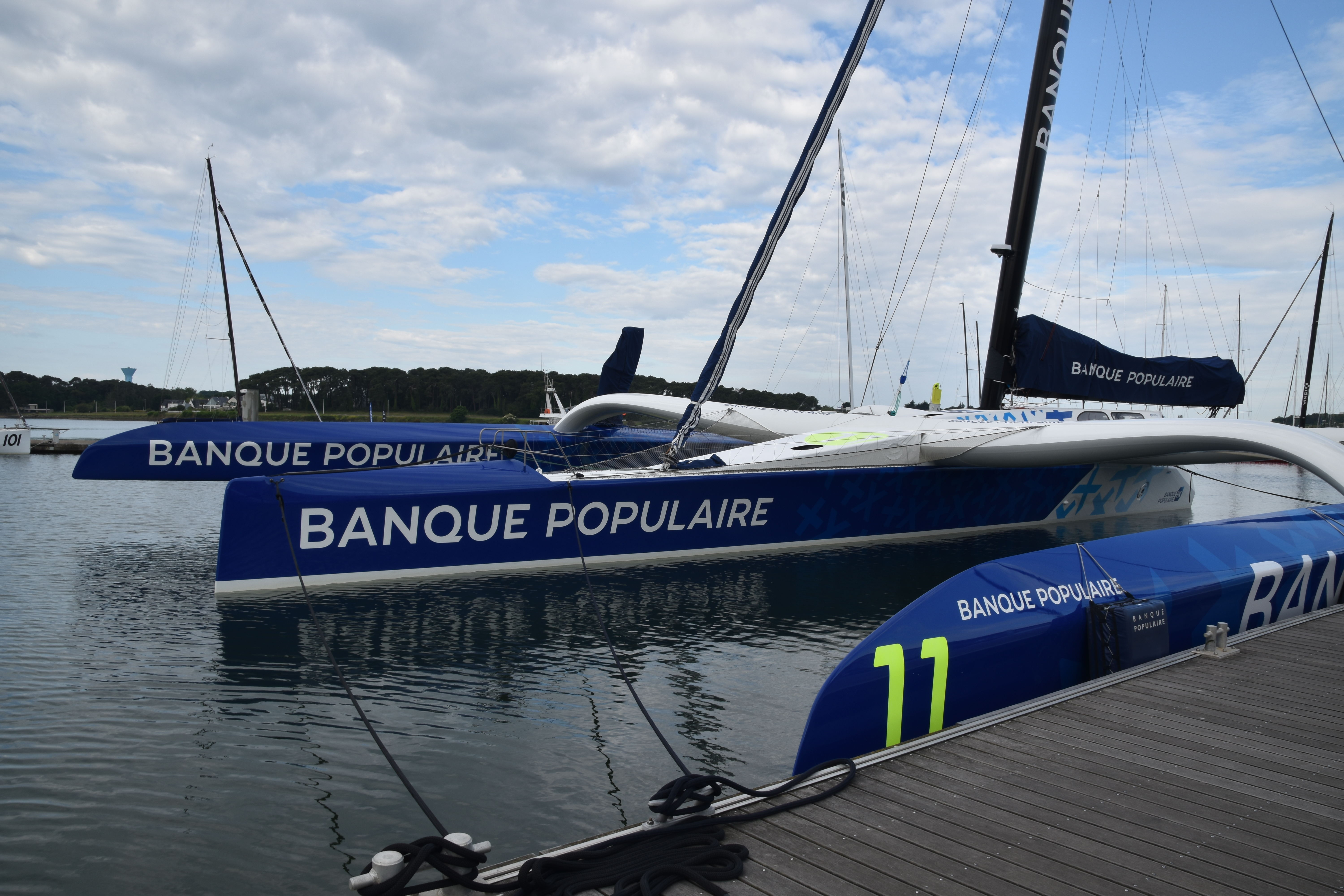
L'avant de Banque populaire XI, à Lorient, en mai 2021.

Les moules de coques sont les mêmes que ceux qui ont servi à Macif (2015), Banque Populaire IX (2017) et Sodebo Ultim 3 (2019), avec un procédé de fabrication qui les renforce notamment par rapport à Banque Populaire IX. Il dispose d'étraves dites « inversées », à savoir que le flotteur pointe vers le bas comme une griffe, avec une forme en diamant au bout. Cela permet d'avoir un flotteur plus long donc un meilleur potentiel de vitesse, avec un poids minimal tout en évitant au maximum les enfournages (« plantages » dans l'eau).

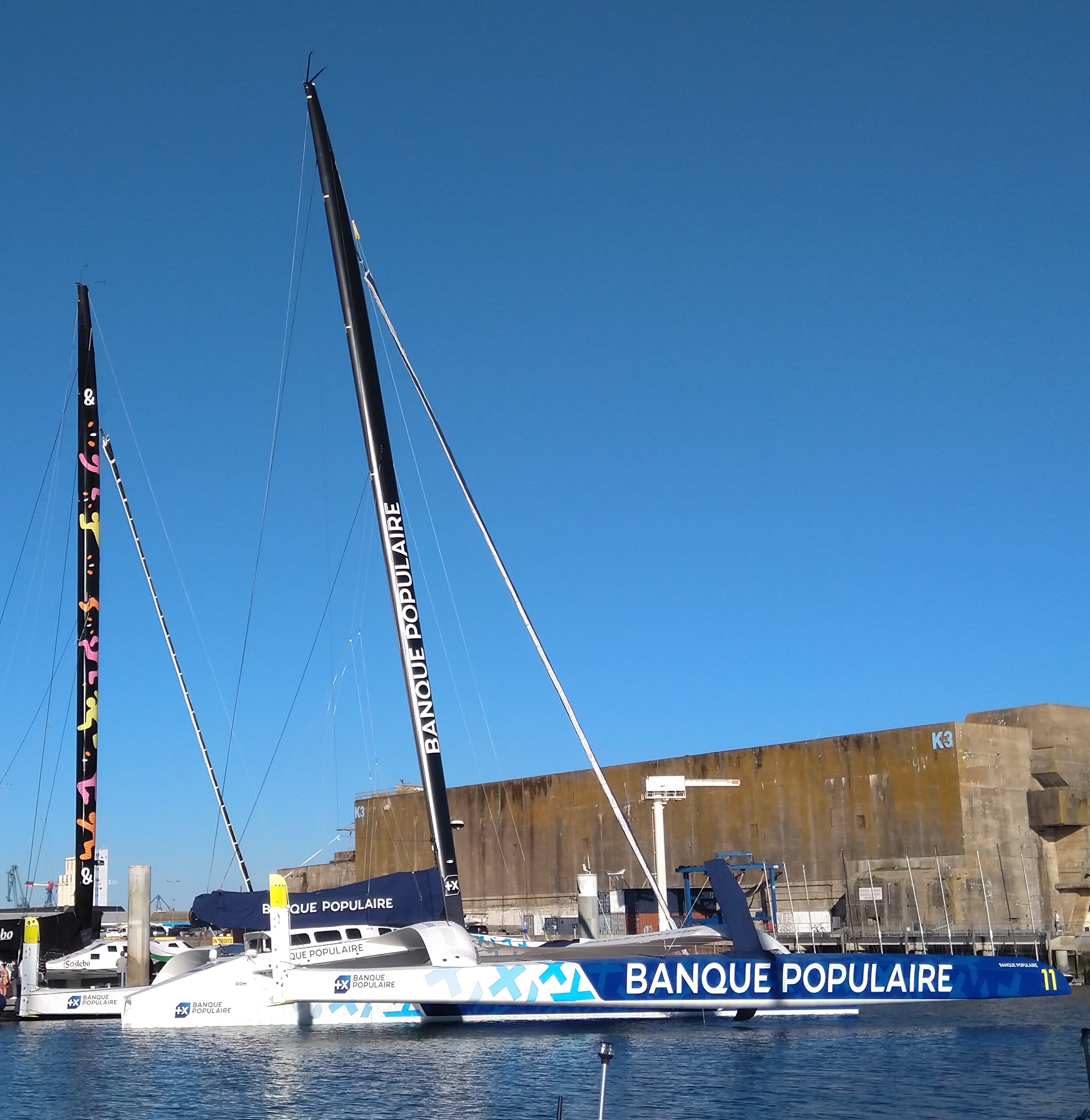
Banque populaire XI à Lorient en avril 2022.

Il est équipé en plus d'une double structure dans le bras avant qui en garantit l'intégrité en cas de collision, de caméras infrarouges du système OSCAR montées notamment en haut du mât permettant de détecter et d'éviter des OFNI, de caméras normales sur une partie de l'avant du bateau pour garantir une visibilité optimale, ainsi que d'une multitude de capteurs et de fibres optiques disposées à travers tout le bateau.
La conception globale est très classique, avec un cockpit fermé à l'arrière du bateau et des bras disposés en X qui sont plus légers mais nécessitent une partie supplémentaire pour le chariot de grand-voile, à l'image de tous les trimarans précédents exploités par le Team contrairement par exemple à Sodebo Ultim 3, dernier bateau sorti avant celui-ci, qui dispose notamment d'un cockpit en avant du mât.

## Carrière
En 2021, Banque populaire XI est engagé dans sa première course au large, la Transat Jacques-Vabre 2021 co-skippé par Armel Le Cléac'h et Kevin Escoffier,. L'équipage finit 3e avec une traversée en 16 jours, 10 heures et 39 minutes.
En 2022, Armel Le Cléac'h participe avec le bateau à la Route du Rhum 2022. Dès le premier jour de course,  il subit une avarie avec la casse de la dérive du Banque populaire XI, qui entraîne des impacts importants dans la structure du bateau. Le skipper se déroute vers le port de Lorient afin de réaliser un diagnostic plus avancé et espérer réparer pour pouvoir repartir. Le bateau et son skipper repartent après 36 heures de réparations, avec l'objectif de terminer la course, afin d'engranger de l'expérience sur ce bateau, terminer cette Route du Rhum et finir sur un meilleur bilan que l'édition de 2018 où Banque populaire IX avait chaviré. Le Cleac'h termine la course en 10 jours, 22 heures et 49 minutes, en 7e position de la catégorie Ultim,.
En 2023, après être arrivé 2e de la Fastnet Race, Maxi-Banque populaire XI mène en tête la Transat Jacques-Vabre 2023 classe Ultime, avec l'équipage Armel Le Cléac'h - Sébastien Josse. 

## Palmarès
- 2021 : 
  - vainqueur de l’Azimut Ultim - Défi Azimut, sur quatre Ultims, co-skippé par Armel Le Cléac'h et Kevin Escoffier.
  - 3e de la Transat Jacques-Vabre sur cinq Ultims, co-skippé par Armel Le Cléac'h et Kevin Escoffier.
- 2022 : 
  - 2e de la Finistère Atlantique - Action Enfance
  - 2e des 24h Ultim
  - 7e de la Route du Rhum - Destination Guadeloupe, catégorie Ultim
- 2023 : 
  - vainqueur des 24h Ultim, co-skippé par Armel Le Cléac'h et Sébastien Josse[14]
  - vainqueur de la Transat Jacques Vabre Normandie Le Havre, co-skippé par Armel Le Cléac'h et Sébastien Josse[15]
  - 2e de la Rolex Fastnet Race[16]
- 2024 :
  - 3e de l'Arkéa Ultim Challenge skippé par Armel Le Cléac'h[17]
- 2025 : 
  - 2e de la Fastnet Race

## Prédécesseurs Team Banque populaire
- 1994 : Banque populaire I, trimaran
- 2000 : Banque populaire II, trimaran
- 2001 : Banque populaire III, trimaran
- 2005 : Banque populaire IV, trimaran (vainqueur de la Transat Jacques-Vabre 2005)
- 2008 : Banque populaire V, maxi trimaran (40 m)
- 2011 : Banque Populaire VI, monocoque IMOCA, ex Foncia 2 de 2010.
- 2013 : Banque populaire VII, maxi-trimaran (32 m) classe Ultime, ex Groupama 3 de 2006 (victoire de la Route du Rhum 2014)
- 2015 : Banque populaire VIII, monocoque IMOCA (victoire au Vendée Globe 2016-2017)
- 2017 : Banque populaire IX, maxi-trimaran (32 m) classe Ultime, perdu en 2018
- 2019 : Banque populaire X, monocoque IMOCA, ex  Macif de 2011.